# Hessen-Hanau
Hessen-Hanau var en tidigare småstat i Tysk-romerska riket. Den uppkom när det tidigare grevskapet Hanau-Münzenberg blev en hessen-kasselsk sekundogenitur 1760. Sedan den regerande greven, Vilhelm IХ, 1785 även blev lantgreve av Hessen-Kassel, kom staterna alltmer att administrativt förenas, en process som dock först blev statsrättsligt sanktionerad efter dennes död 1821.

## Sekundogenitur
När arvprinsen till Hessen-Kassel, den senare Fredrik II, konverterade till katolicismen, ville hans far, lantgreve Vilhelm VIII, så mycket som möjligt begränsa hans framtida maktsfär. Därför blev det 1736 genom arv förvärvade grevskapet Hanau-Münzenberg, vid Fredrik II:s trontillträde 1760 avskilt från det hessen-kasselska stamlandet och överförd till Fredriks son, arvgreve Vilhelm, som hessen-kasselsk sekundogenitur.

## Suveränitet

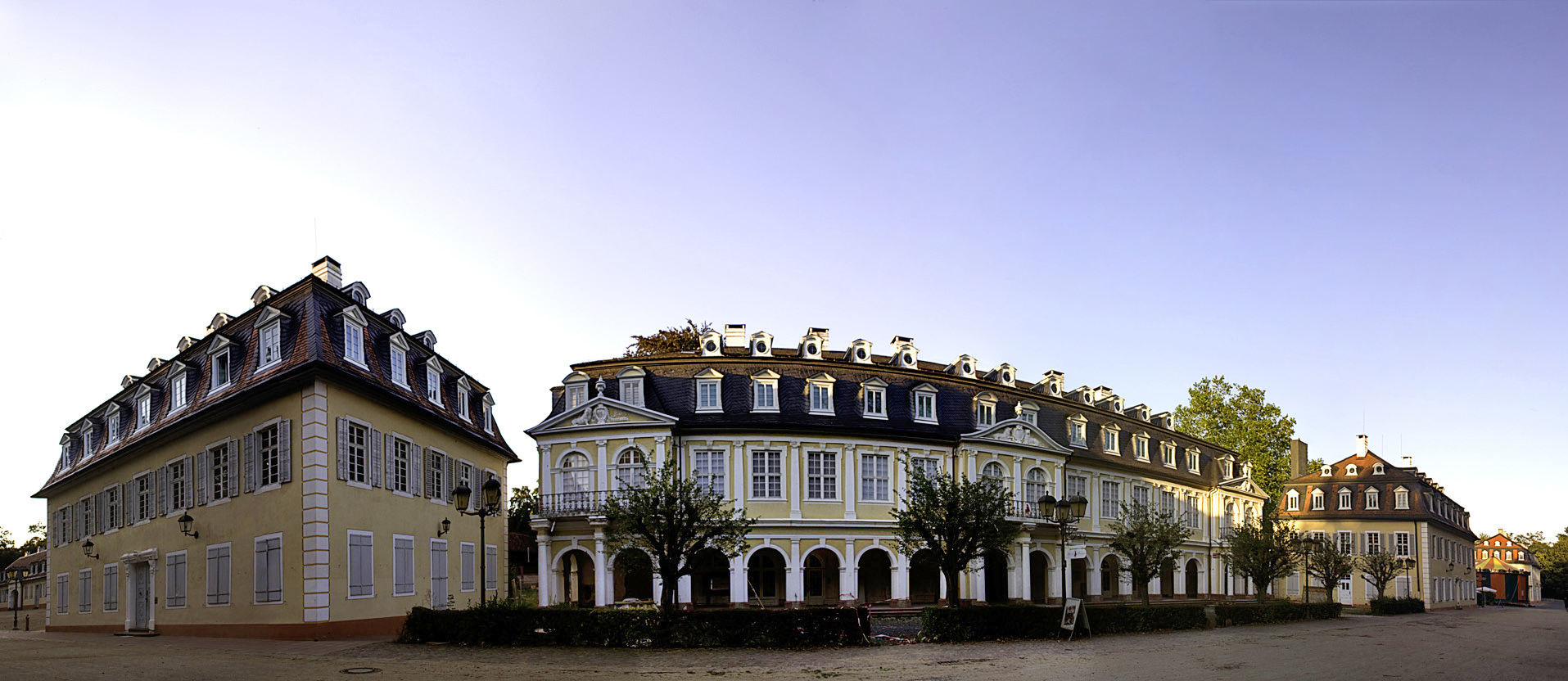
Wilhelmsbad byggdes under Hessen-Hanaus korta självständighetsperiod.

Då arvgreve Vilhelm ännu var omyndig regerade hans mor, lantgrevinnan Maria som hans förmyndare till 1764. Fredrik II försökte upprepade gånger att återförena Hessen-Hanau med Hessen-Kassel, men dessa försök blev till intet genom Storbritanniens och de evangeliska ständernas motstånd. 
Vid Fredriks död 1785 tillträdde Vilhelm även lantgrevskapet av Hessen-Kassel. Fram till dess styrdes Hessen-Hanau som en självständig stat. Under denna period genomgick grevskapet en omfattande modernisering med bland annat betydande nybyggnationer i  residensstaden Hanau. Medel för detta erhöll greven genom det subsidiefördrag som han ingick med sin morbror Georg III av Storbritannien. Som motprestation insattes en truppkontingent om sammanlagt 2 400 man på den brittiska kronans sida i det amerikanska frihetskriget.

## Hessen-Hanaus truppkontingent
Hessen-Hanaus truppkontingent i det amerikanska frihetskriget, bestod av följande förband:
- Regiment Erbprinz von Hessen-Hanau
- Jäger-Corps von Creuzbourg
- Artillerie-Kompanie Pausch
- Freicorps-Bataillon Janecke

## Napoleonkrigen
Under napoleonkrigen blev Hessen-Kassel införlivat med det av Napoleon skapade Kungariket Westfalen. Hessen-Hanau däremot ställdes under fransk militärförvaltning 1806, för att 1810 införlivas med det likaledes av Napoleon skapade storhertigdömet Frankfurt. Först efter det tyska befrielsekriget 1813 återställdes den hessen-kasselska suveräniteten.